# طلال القحطانی
طلال القحطانی (انگلیسی: Talal Al Qahtani؛ زادهٔ ۱۵ دسامبر ۱۹۸۷) یک بازیکن فوتبال است.